# Brevet d'État d'éducateur sportif
Pour les articles homonymes, voir Brevet (homonymie) et BEES.
Le brevet d'État d'éducateur sportif (BEES)  permet d'enseigner le sport de son option à titre professionnel. Pour accéder à la formation pour ce diplôme français, les personnes doivent être majeures et titulaires du module de Prévention et Secours Civiques de niveau 1 (PSC1) (loi du 16 juillet 1984, puis Code du Sport, Livre II, article L. 212-1). Ce diplôme a été remplacé par les diplômes d'État BP JEPS, DEJEPS et DESJEPS spécialité éducateur sportif.

## Composition
Les enseignements conduisant au BEES comportent une partie commune à l’ensemble des filières d’éducateur sportif appelée Tronc commun et une partie spécifique.
La partie générale porte sur des matières dont la connaissance est utile pour tous les sports: biomécanique, physiologie, anatomie, psychologie, psycho-pédagogie, enseignement sportif, entraînement sportif, environnement social, esprit sportif, vie associative, rôle de l'État, des collectivités locales et territoriales, règlementation de la pratique sportive et de l'éducateur sportif et gestion de projet.
La partie spécifique est pour sa part axée sur l’option choisie. Elle porte sur les particularités du sport que l'éducateur souhaite enseigner. Elle requiert un très bon niveau de pratique de la discipline choisie.
Un éducateur peut être titulaire du tronc commun et de plusieurs parties spécifiques, et donc de plusieurs BEES.
Le Brevet d'état se décline en trois niveaux :
- BEES 1er degré : éducateur sportif, enseignement du sport choisi. C'est un diplôme de niveau IV (baccalauréat).
- BEES 2e degré : formateur de formateurs, perfectionnement sportif et entraînement des sportifs de haut niveau. C'est un diplôme de niveau II (licence), permettant de se présenter aux concours de professeur de sport.
- BEES 3e degré : expert dans la discipline (rare). C'est un diplôme de niveau I (master et +).

La préparation à ce diplôme est assurée par des organismes publics ou privés, et les formations sont agréées par les directions régionales de la Jeunesse et des Sports. Elle se déroule bien souvent dans les Centres de ressources et d'expertise à la performance sportive (CREPS).
Le nombre de diplômes délivrés de BEES du 2e degré est très inférieur au nombre de BEES du 1er degré. Le BEES du 3e degré n'a pas trouvé sa place et reste marginal.
À la suite de l'obtention du diplôme, les emplois accessibles sont, suivant le niveau et l'expérience : salarié en tant que cadre technique fédéral, directeur technique, professeur, éducateur, entraîneur, moniteur, sportif dans tout type de structures du secteur associatif ou marchand, soit éducateur sportif en tant que travailleur indépendant.
Créé en 2001, le brevet professionnel de la jeunesse, de l’éducation populaire et du sport (BP JEPS) représente la première étape de la rénovation des diplômes et des qualifications. Dans certaines disciplines, il remplace le BEES 1er degré,.
Le diplôme d'État de la jeunesse, de l’éducation populaire et du sport (DEJEPS, bac+2), et le diplôme d'État supérieur de la jeunesse, de l’éducation populaire et du sport (DESJEPS, bac+3), créés en 2006, remplacent dans ces cas là le BEES 2e degré,.
Ces nouveaux diplômes d'état fédèrent le domaine du sport et de l'animation sociale, ils sont distingués par leurs spécialités.
Ainsi les DEFA et DEDPAD sont aussi remplacés par les DEJEPS et DESJEPS.

## Options

### Ski
Sous la responsabilité de l’École nationale de ski et d'alpinisme, les directions régionales et départementales de la jeunesse et des sports ont la charge d’organiser la préformation et l’Eurotest (slalom géant).
Les tests techniques et préformations se déroulent dans les Alpes, les Vosges, les Pyrénées et le Jura, les épreuves de l’Eurotest dans les Alpes et les Pyrénées.
L’examen final est organisé par l’ENSA,à Chamonix et comprend des enseignements qui portent pour l’essentiel sur l’acquisition de capacités techniques, le développement de compétences pédagogiques (primordiales pour le moniteur passionné) et de gestion du risque en milieu montagnard.
Le cursus de formation s’étend sur une période de trois à quatre ans à compter de la préformation. La formation est dispensée selon la formule de l’alternance : cycles d’unités de formation et stages en condition réelles en école de ski.
Le coût de la formation s’élève environ à 25 000 €. Lors des stages en situation effectués dans un centre d’enseignement agréé, on peut être rémunéré et amortir pour une bonne part ce coût. On peut prétendre à diverses aides au titre de la formation professionnelle en fonction de la situation dans laquelle on se trouve.
Il est aussi possible pour les étudiants de deuxième cycle de se préparer à ce brevet en menant en parallèle des études générales, technologiques ou professionnelles. La plupart de ces lycées proposant une biqualification option ski alpin sont localisés dans la région de Grenoble ou dans l'Isère, et proposent également des options ski de fond et guide en haute (ou moyenne) montagne.
Certains de ces lycées remédient au chômage saisonnier du moniteur de ski en proposant des formations menuiserie ou autres métiers du bois en préparant également en parallèle le BEES option ski alpin (ou de fond).
Les lycées proposent des stages d’environ 4 semaines repartis sur l’année scolaire, il y a aussi, en moyenne, 2 heures d’EPS renforcée et 4 ou 5 heures de formation spécialisée (orientation, étude des risques à la montagne…) par semaine. Mais aussi les mathématiques, le français, l’histoire-géographie,physique… Comme dans tous les lycées de France.
Le coût de cette formation en lycée et se déroule sur les 3 ans d'enseignement en lycée, il y a possibilité de recevoir des aides selon le cas dans lequel on se trouve.

### Rollers
Le brevet d'État option rollers ne comporte pas trois degrés comme la plupart, mais seulement deux. Le skateboard n'étant pas encore[Quand ?] intégré à la formation. Le titulaire d’un BEES de roller peut enseigner dans tous les domaines du roller : la course, l’artistique, le roller acrobatique, le rink-hockey...
Les enseignements dispensés pendant la partie spécifique :
- Épreuve de documentation
- Politique sportive de la Fédération française de roller et skateboard
- Fondamentaux de l’initiation
- Approche globale de la pédagogie
- Fondamentaux pratique
- Sport de haut niveau
- École du roller français (ERF)
- Environnement socio-économique et juridique
- Équipement, matériel, modules
- Environnement institutionnel
- Préparation à l’épreuve écrite
- Lutte antidopage
- Préparation à l’épreuve orale
- Statuts FFRS, règlement intérieur
- Synthèse des fondamentaux

La formation en elle-même n'est pas très coûteuse (pour le roller, en 2003, la formation revenait à 231 euros) mais c'est l'hébergement, la nourriture et tous les extras nécessaires qui reviennent relativement chers. On compte environ 530 euros la semaine quand on se prépare dans un CREPS régional. Et pour compléter la formation il faut compter deux à quatre semaines.

### Karaté
Pour accéder au Diplôme d'État d'Éducateur Sportif 1er degré en karaté, il est nécessaire d'avoir une bonne pratique sportive de cette discipline (il serait raisonnable de commencer ses études de BEES en ayant acquis la ceinture noire). Le métier de professeur de karaté s'exerce en relation avec la Fédération française de karaté et disciplines associées (FFKDA), Fédération des arts énergétiques martiaux chinois (FAEMC). Les personnes souhaitant pratiquer ces arts martiaux doivent être titulaires d'une licence de la FFKDA ou de la FAEMC.

### Judo ju-jitsu, disiplines associées
Depuis sa création en 1946, la Fédération française de judo-jujitsu kendo et disciplines associées a toujours affiché sa volonté de structurer son développement en s’appuyant notamment sur un enseignement de qualité, exercé dans un environnement sécurisé. Elle fera partie des toutes premières activités sportives faisant l’objet de dispositions législatives dès 1955 avec la création du diplôme d’État de professeur de judo-jujitsu,  Par ailleurs, en 1967 elle renforcera sa démarche technique et pédagogique en mettant en place la Progression Française d’Enseignement du Judo de 1967. Viendront ensuite les créations des brevets d’État d’éducateur sportif du premier et second degré en 1974. Dans les années suivantes, les examens modulaires et en contrôle continu apparaîtront. En 1989, une nouvelle Progression Française sera créée. Depuis de nombreuses années, c’est près de 400 diplômes d’État qui sont délivrés chaque année avec des taux de réussite importants soulignant ainsi le travail de qualité, préparatoire à ces examens, accompli dans les écoles de cadres fédérales avec le soutien notamment des cadres techniques d’État (C.T.S.).
Pour accéder au brevet d'état d'éducateur sportif 1er degré de judo-jujitsu, il est nécessaire d'être 2e dan judo-jujitsu. Le métier d'éducateur sportif de judo-jujitsu s'exerce en relation, en particulier, avec la Fédération français de judo-jujitsu et disciplines associées (FFJDA). Les personnes souhaitant pratiquer ce sport doivent être titulaires d'une licence de la FFJDA ou d'une fédération affinitaire par exemple la FSGT.